# Liste der Monuments historiques in Certines
Die Liste der Monuments historiques in Certines führt die Monuments historiques in der französischen Gemeinde Certines auf.

## Liste der Bauwerke
| Bezeichnung    | Beschreibung | Standort | Kennzeichnung | Schutzstatus | Datum | Bild           |
| -------------- | ------------ | -------- | ------------- | ------------ | ----- | -------------- |
| Schloss Genoud | Erbaut 1672  | (Lage)   | PA01000018    | Inscrit      | 2006  | weitere Bilder |